# 珍馐记
《珍饈記》是2022年中國網路劇及Disney+原創劇集，由何瑞賢、王星越主演，《尚食》的姊妹作，由歡娛影視出品，共16集。該劇於2022年4月7日在bilibili中國大陸及Disney+亞太地區首播。2022年6月該劇陸續於英國、法國等國家的Disney+上架。

## 播放平台
2022年4月7日在中國大陸bilibili全網獨播及亞太地區的Disney+獨家播放。2022年6月，Disney+陸續於其他國家上架。

## 劇情簡介
凌小小為了完成父親生前遺願，所以到皇宮應聘御廚，挑嘴的皇太子因為珍饈房的御廚煮的食物不合他的胃口所以把後廚趕走，凌小小廚藝深受太子的喜愛，所以將她留在身邊當珍饈房的御廚，凌小小在皇宮開始了一連串趣事。

## 演員列表
| 演员     | 角色             | 介绍 |
| 何瑞賢   | 凌小小           | 珍饈房的御廚，聰明伶俐，喜愛做菜，誓言要成為天下第一女御廚，對別人的感情總能分析的非常透徹，唯獨對自己的感情像一塊木頭看也看不清，在太子的追求下看清了自己對太子的感情，皇帝卻讓凌小小在御廚與太子妃之間的身分做選擇，使得凌小小難以抉擇。                 |
| 王星越   | 皇太子（朱壽奎） | 喜歡凌小小做的料理，也喜歡她的善良和直言不諱，只要小小受傷就會很擔心，希望小小可以作自己的太子妃，因為唯有小小在自己身邊他才能做真正的自己，但小小總是不明白太子的心意，但太子鍥而不捨，相信有天能抱得美人歸。                                             |
| 潘斌龍   | 皇帝             | 原本身體抱恙，因為皇后關心皇帝的身體而皇后下令讓皇帝食素一陣子，過程中吃到凌小小做的素菜覺得十分獨特而聘請凌小小暫時做御膳房的御廚。 |
| 劉敏     | 皇后             | 一開始反對太子跟凌小小在一起，因為身分懸殊，但是因爲凌小小為了皇后的身體直言不諱的說出太醫十幾年也不敢說出的話，並做出能調節皇后身體的佳餚，認為凌小小身性善良，加上太子的喜愛，慢慢接納凌小小。                                                           |
| 錘娜麗莎 | 李貴妃           | 晉王的母妃，喜歡吃肉，沒吃肉就渾身難受，特愛肘子，進宮前很瘦，後來變胖，因為沒有眼力，所以常惹皇后生氣，也是因為沒有眼力很單純所以深得皇帝喜愛。 |
| 馮滿     | 晉王             | 太子的弟弟，李貴妃之子，江允諾的未婚夫，一開始因為太子把他跟安王趕出宮而不喜歡太子，後來和太子解開誤會，三人恢復以往的兄弟情。 |
| 婁滋博   | 安王             | 太子的弟弟，一開始因為太子把他跟晉王趕出宮而不喜歡太子，後來和太子解開誤會，三人恢復以往的兄弟情。 |
| 臧洪娜   | 明媚             | 原來是有錢人家小姐，後來父親入獄，被打入掖庭，做苦力活，因為從小沒做過苦力，常常做不好被嬤嬤毒打，後來因為懂吃被太子相中到珍饈房當差，崇拜太子，原來與凌小小不對盤，常常陷害凌小小，被太子發現後，太子本想懲罰明媚，但被凌小小阻止，後來和凌小小成為朋友。 |
| 管樂     | 喜燕             | 凌小小好友。 |
| 嗯呐朱莉 | 春嬋             | 凌小小好友，喜歡沈御廚，追了他幾十年 |
| 童瓜     | 沈御廚（沈逸滔） | 對待感情優柔寡斷，忘不了他的亡妻，不敢接受春嬋對他的感情，但春嬋有難時卻又會忍不住幫她。 |
| 劉背實   | 陸雲舟           | 有做菜天賦的神童，做的菜深受皇帝喜愛，卻也仗勢自己的天賦欺凌弱勢，凌小小看不慣他囂張的態度，向皇帝提議與陸雲舟來一場廚藝大賽，輸的人不可再進庖廚。 |
| 向夏     | 鄭禮             | 太子身旁的跟班。 |
| 卜冠今   | 江允諾           | 將軍的女兒，與晉王兩情相悅，從小跟太子、晉王、安王青梅竹馬，喜愛做甜點。在外人面前一副彬彬有禮、大家閨秀的樣子，在太子、晉王面前卻是一個不拘小節的女漢子，為了試探凌小小對太子的感情，假裝跟太子很要好，讓凌小小受影響，導致廚藝受到影響。                 |
| 李嘉琦   | 香寧公主         | 太子的姐姐，知道太子喜歡凌小小，想要幫助他們兩人有情人終成眷屬。 |
| 周大爲   | 駙馬             | 香寧公主的駙馬。 |

## 電視劇歌曲
| 曲序 | 曲目               | 演唱     |
| ---- | ------------------ | -------- |
| 1.   | 珍饈傳（主題曲）   | 陸虎     |
| 2.   | 吃貨一枚（片尾曲） | 鐘娜麗莎 |
| 3.   | 落塵（插曲）       | 徐均朔   |
| 4.   | 七夕（插曲）       | 銀臨     |

## 爭議
自7月4日以来，韩国《东亚日报》三次报道中国最近播出的电视剧《珍馐记》抄袭韩剧《大长今》，这件事在韩国舆论界引起轰动。对此，《环球时报》回应说韩国年轻人不懂历史，韩国评论人士则认为中国是“贼喊捉贼”。